# نوگاتنا
نوگاتنا (به لاتین: Nugatenna) یک منطقهٔ مسکونی در سری‌لانکا است که در استان مرکزی (سری‌لانکا) واقع شده‌است.